# PHF2
PHF2‏ (PHD finger protein 2) هوَ بروتين يُشَفر بواسطة جين PHF2 في الإنسان.